# Aurel Stein
Sir Mark Aurel Stein, bedre kendt som Aurel Stein (26. november 1862 i Budapest i Ungarn - 26. oktober 1943 i Kabul), var en ungarsk/britisk opdagelsesrejsende og arkæolog.
Han blev uddannet i Ungarn og Tyskland. I 1884 drog han til Storbritannien, hvor han arbejdede i Oxford og ved British Museum. Fra 1900 til 1916 (1900, 1907, 1915) ledede han tre ekspeditioner til Centralasien, som frem for alt udforskede kulturerne langs Silkevejen. Under den anden ekspedition opdagede og købte han Diamantsutraen af en abbed ved Mogaogrotterne ved Dunhuang.

## Værker
- Zoroastrian Deities on Indo-Scythian Coins, London, 1887.

### Digitaliserede verker
- Digital Archive of Toyo Bunko Rare Books Steins hovedverker digitalisert.